# Aphis schuhi
Aphis schuhi är en insektsart. Aphis schuhi ingår i släktet Aphis och familjen långrörsbladlöss. Inga underarter finns listade i Catalogue of Life.